# مسح بيئي

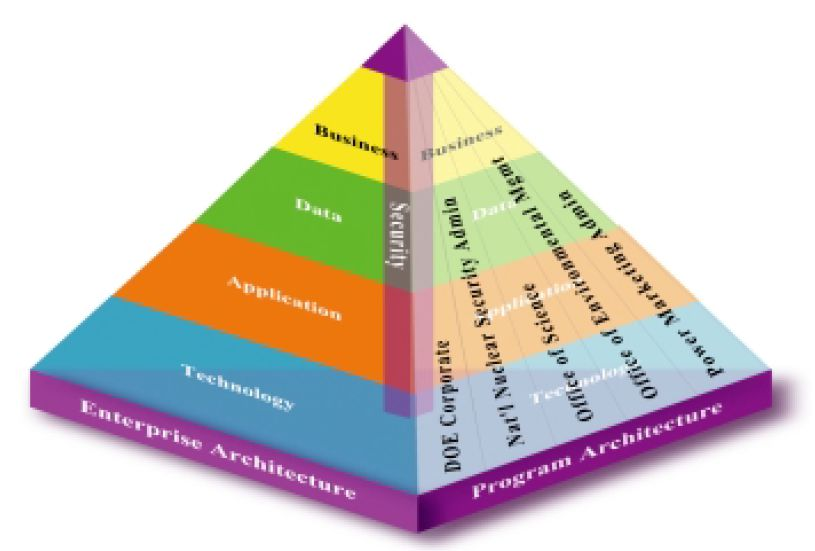

المسح البيئي (بالإنجليزية: Environmental scanning)‏، هو أحد المكونات الأساسية للتحليل البيئي العالمي. يكمل الرصد البيئي والتنبؤ البيئي والتقييم البيئي التحليل البيئي العالمي. تشير البيئة العالمية إلى البيئة الكلية التي تضم الصناعات والأسواق والشركات والعملاء والمنافسين. وبالتالي، توجد تحليلات مقابلة على المستوى الجزئي. يتم تحليل الموردين والعملاء والمنافسين الذين يمثلون البيئة الصغيرة للشركة ضمن تحليل الصناعة.
من ذلك يتبين أن المسح البيئي هو عملية جمع المعلومات لإجراء تحليل منهجي للقوات المؤثرة على التنظيم وتحديد التهديدات والفرص المحتملة مع هدف توليد استراتيجيات مستقبلية. ويُمكن تعريف المسح البيئي على أنه دراسة وتفسير الأحداث والاتجاهات السياسية والاقتصادية والاجتماعية والتكنولوجية التي تؤثر على الأعمال أو الصناعة أو حتى على السوق الإجمالية. العوامل التي يجب أخذها في الاعتبار من أجل المسح البيئي هي الأحداث والاتجاهات والقضايا والتوقعات من مجموعات المصالح المختلفة.